# 5579 Uhlherr
5579 Uhlherr eller 1988 JL är en asteroid i huvudbältet som upptäcktes den 11 maj 1988 av det amerikanska astronom paret Eugene M. och Carolyn S. Shoemaker vid Palomar-observatoriet. Den är uppkallad efter australiensaren H. Ralph Uhlherr.
Asteroiden har en diameter på ungefär 2 kilometer och den tillhör asteroidgruppen Hungaria.